# Amatörpornografi
| Amatörpornografi |
| --- |
| Ruta från 1:02 i Le Coucher de la mariée (1896) - Betydelse – pornografisk film med amatörer alt. icke-etablerade skådespelare - Bakgrund – sedan 1896 (Le Coucher de la mariée) - Karaktär – mer realism, alt. större lockelse pga. icke-bekanta ansikten |

Amatörpornografi, amatörporr, syftar ibland på pornografisk film (eller pornografi i stillbildsform) där ingen medverkande avser att tjäna pengar på framställningen. Alternativt kan det syfta på en produktion av film eller bilder som kretsar kring icke-etablerade, oftast unga kvinnliga skådespelare. Den senare typen är vanlig inom heterosexuell hårdpornografi spridd på Internet.

## Historia

### Tidiga år
Den första typen av pornografisk film var amatörpornografi, vid en tid då pornografisk film inte var etablerad som marknad. I många länder var pornografi en förbjuden uttrycksform, mestadels på grund av pornografins inneboende obscena egenskaper. Den franska Le Coucher de la mariée ('Hustruns sänggående') från 1896 räknas ibland som den första pornografiska filmen överhuvud taget.
I USA producerades porrfilmer med amatörer sedan sent 1910-tal och fram till legaliseringen av porren i början av 1970-talet. 1915 års A Free Ride inledde en period av stag films ('herrklubbsfilmer').

### Slutet av 1900-talet
Åren runt 1970 legaliserades pornografi i USA och många andra länder, i samband med tidens sociala omvälvningar. Danmark gick i bräschen, och där blev porren laglig 1968. En kommersiell produktion av pornografisk film växte fram, parallellt med att amatörproduktioner fortsatte att tillverkas (för eget eller andras bruk) i mindre skala. Spridningen av videokameratekniken innebar att färgfilm med ljud blev enklare att spela in i hemmiljö.
Samtidigt med professionaliseringen av porrfilmsproduktionen fortsatte intresset för berättelser som visade – eller sade sig visa – "vanliga människor". Sexuella skildringar där man visar fram personer som kan vara din granne eller inte ser ut att vara skådespelare kan ge en realistisk och mer konkret närvarokänsla hos betraktaren. Bildserier i porrtidningar som Lektyr och FIB aktuellt presenterade ofta unga kvinnor från en mindre svensk ort, tillsammans med mer eller mindre trovärdiga beskrivningar av deras liv och intressen. Parallellt blev "amatörporr" en nisch och genre inom pornografisk film, som från 1980-talet distribuerades som VHS-band och senare via DVD. 
Sedan slutet av 1990-talet har Internet successivt tagit över som huvudsaklig distributionsform för pornografisk film (och pornografiska stillbilder). Här har "amatörporren" fortsatt som en lukrativ nisch för konsumenter som mindre värdesätter dyra produktioner och mer är ute efter historier som försöker efterlikna verkliga amatörers verklighet. Denna produktionsstil kan inkludera en mängd olika typer av innehåll, och är vanligt hos producenter som arbetar i gränslandet till våldsporr eller andra fetischer. 

### Senare år (kommersiellt)
Max Hardcore och John Stagliano ("Buttman") experimenterade från 1990-talet med mer aggressiva handlingar i kombination med unga "amatörer", och under 2010-talet har en mängd mindre amerikanska bolag i bland annat Florida gjort "professionell" amatörporr (Pro-Am) till sin nisch. Produktionerna involverar unga, icke-etablerade skådespelare (lockar med fantasin om "the girl next door" – "den söta grannflickan"). 2015 års omskrivna Netflix-dokumentär Hot Girls Wanted koncentrerade sig på den Florida-baserade porrfilmsindustrin, dess ibland manipulativa sätt att locka till sig unga kvinnor och branschens negativa aspekter. Konsumtionen i denna porrfilmsnisch drivs i viss mån av nyhetens behag, vilket ökar omsättningen bland unga skådespelare och leder till att endast ett fåtal får längre karriärer.
Genrens medvetna distans till något som efterliknar professionell film har gynnat framväxten av små produktionsbolag, som med enklare och billigare produktioner får lättare att konkurrera i en miljö där den mesta pornografin konsumeras gratis. Denna produktionsform beskrivs ibland som gonzoporr, med syftning på den gonzojournalistik där journalisten själv deltar i händelserna hen beskriver. 

### Senare år (äkta amatörer)

Paulita Pappel (2020), som 2016 startade projektet Lustery för hemmagjorda sexfilmer.

Vid sidan av den kommersiella "amatörporren" – den lockar i första hand genom fantasin omkring unga och oetablerade kvinnor, i enkla men ofta mycket explicita filmer – har allt fler äkta amatörer på senare år spelat in och spridit sina egna videor. Det handlar dels om privatpersoner med mer eller mindre exhibitionistiska ambitioner, och som velat visa upp sitt sexliv som en del av sin sexualitet. Dels handlar det om personer som av feministiska orsaker eller annan aktivism velat visa hur riktiga, icke porr-relaterade samlag kan gå till. Vissa produktioner kan också vara inriktade mot en "etisk" eller feministisk pornografi (kommersiell eller på amatörbasis), där stort fokus sätts på deltagarnas arbetsvillkor.
Runt den "äkta" amatörporren har sedan millennieskiftet skapats ett antal olika webbplatser, vilka som regel tar emot videobidrag utan att pengar är inblandade. New York-baserade Cindy Gallop startade runt 2010 Makelovenotporn, och 2016 skapade Berlin-boende Paulita Pappel det liknande projektet Lustery. Båda projekten är aktiva på sociala medier som Twitter, och sistnämnda har även egna kanaler på de kommersiella videogemenskaperna XVideos och Pornhub. För dem som lockas att producera hemmagjorda sexvideor – för eget bruk eller att visas för andra – finns instruktionslistor och manualer. Erika Lust är en av de kommersiella pornografer som producerar videor efter manusidéer från amatörer.

## Motiv
Ett motiv för människor att ägna sig åt amatörpornografi kan vara exhibitionism – att de njuter av att betraktas av andra i sexuella situationer. Generellt anses folk med exhibitionistisk personlighet ha lättare för att stå ut med arbetsvillkoren under inspelningen av en pornografisk film, där villigheten att visa så mycket av sin kropp som möjligt premieras.